# Balaives-et-Butz
Balaives-et-Butz is een voormalige gemeente in het Franse departement Ardennes in de regio Grand Est. Balaives-et-Butz telt 229 inwoners (2004) en maakt deel uit van het arrondissement Charleville-Mézières.

## Geschiedenis
De plaatsen Balaives en Butz fuseerden in 1828 tot de gemeente Balaives-et-Butz. Deze maakte deel uit van het kanton Flize totdat dit op 22 maart 2015 werd opgeheven en de gemeente werd opgenomen in het kanton Nouvion-sur-Meuse. Op 1 januari 2019 werd  de gemeente  opgeheven en opgenomen in de gemeente Flize.

## Geografie
De oppervlakte van Balaives-et-Butz bedraagt 10,8 km², de bevolkingsdichtheid is 21,2 inwoners per km².
De onderstaande kaart toont de ligging van Balaives-et-Butz met de belangrijkste infrastructuur en aangrenzende gemeenten.

## Demografie
Onderstaande figuur toont het verloop van het inwonertal (bron: INSEE-tellingen).

Vanwege een beveiligingsprobleem met de MediaWiki Graph-software is het momenteel niet mogelijk deze grafiek weer te geven. Zodra de software is bijgewerkt zal de grafiek vanzelf weer zichtbaar worden.